# Массандровский поселковый совет
Массандровский поселковый совет (укр. Масандрівська селищна рада, крымскотат. Massandra qasaba şurası)  — административно-территориальная единица в подчинении Ялтинского горсовета АР Крым Украины (фактически до 2014 года); ранее до 1991 года — в  составе Крымской области УССР в СССР, до 1954 года — в составе Крымской области РСФСР в СССР, до 1945 года — в составе Крымской АССР РСФСР в СССР.
В 1929 году был образован Массандровский сельсовет. В 1941 году он преобразован в Массандровский поселковый совет.
Население поселкового совета на 2012 год — 12,6 тыс. человек; площадь — 68 км².
Поссовет к 2014 году включал 5 посёлков городского типа:
- Массандра
- Никита
- Восход
- Отрадное
- Советское

На территории поссовета находятся Винкомбинат «Массандра», Массандровский дворец, Никитский ботанический сад, санатории и пансионаты, многие из которых являются памятниками истории и архитектуры.
Массандровский поселковый совет имел прибрежную полосу, составляющую около 6 км. Почти по всей длине она занята пляжами искусственного происхождения. В естественном виде пляжи можно увидеть только в двух местах: в природном заповеднике «Мыс Мартьян» и в районе грузового порта. В состав территории Массандровского поселкового совета входит 6850 гектаров земли, в том числе территории трёх природных заповедников — «Мыс Мартьян», Ялтинский горно-лесной природный заповедник (570 гектаров Гурзуфского лесничества), Крымский природный заповедник (более 5000 гектаров Ялтинского лесничества). Граничит с Гурзуфским поссоветом (на востоке), местными советами Бахчисарайского района (на севере), местными советами Алуштинского региона (по территории Крымского природного заповедника).
В рамках российского административно-территориального деления Крыма, созданного в 2014 году, Массандровский поселковый совет был упразднён, а его территория входит в городской округ Ялта; в структуре администрации Ялты создан Массандровский территориальный орган.